# Müllenarker Mühle
Die Müllenarker Mühle ist eine ehemalige Getreidemühle bei Schophoven, einem Ortsteil von Inden im Kreis Düren, Nordrhein-Westfalen. Die Mühle steht direkt neben Gut Müllenark, einem ehemaligen Rittergut.
Wahrscheinlich ist die Mühle bereits im 10. Jahrhundert erbaut wurden. Darauf weist der Name des seit 1129 bekannten Rittergeschlechtes „von Molenarken“ hin. Der Name der Mühle leitet sich also vom dort lebenden Geschlecht ab. „Molen“ heißt in der heutigen Sprache „Mühle“ und „ark“ war eine Bezeichnung für ein mit Schutzbrettern versehenes weites Gerinne, durch welches das Wasser aus einem Teich abgelassen werden kann, also ein Wehr.
Die damalige Getreidemühle wird in der Jülicher Rentmeister-Rechnung von 1434/35 erstmals erwähnt. Die Müllenarker Mühle war bis 1798 die Zwangsmühle für die Dörfer Pier und Schophoven im Dingstuhl Pier-Merken. Zu Beginn des 19. Jahrhunderts wurde die Mühle auch als Öl- und Sägemühle genutzt. 1836 hatte sie zwei Mahlgänge, zwei Ölpressen, eine Säge und drei unterschlägigen Wasserräder. Damit war sie eine der größten Mühlen im Umkreis.
1914 erwarb der Landwirt Heinrich Cardaun aus Schophoven die Mühle. 1960 ging sie über an Katharina Cardaun und ihren Ehemann Josef Schreyer. Um 1965 wurde der Mahlgang stillgelegt. Engelbert Quast aus Gürzenich kaufte 1978 die Mühle und restaurierte das im 17./18. Jahrhundert erbaute Wohngebäude.
Die Mühle ist unter Nr. 39 in die Liste der Baudenkmäler in Inden (Rheinland) eingetragen. Die Eintragung lautet:

„Mühlengebäude 17./18. Jh., die übrigen Gebäude 19. Jh.; unregelmäßige Anlage von 4 Einzelbauten um einen Hof, nordöstliches Mühlengebäude aus Backstein, 2-geschossig mit Mansardwalmdach, Hofseite mit Eingang, Sandsteingewände, doppelschlägige Eichentür, nur im oberen Teil original; im OG kleine Originalfenster, rechtes mit Kalksteingewände, linkes mit Holzgewände; UG der Außenseite im südlichen Teil mit Sandsteinquadern, ein altes Sandsteingewänden, Mühlrad mit Widerlager E. 19. Jh. (Eisen); teilweise barocke Traufgesimse erhalten, Außenwand urspr. wohl ganz in Sandstein, davon das ganze UG erhalten, im nordöstlichen Teil der Außenwand Blaustein–Rundfenster, vielleicht ehem. Wellenlagerung; Innenteile der Mühle noch weitgehend erhalten mit Decken und Zwischenwänden, Reste der Innenausstattung mit Kran, Mühlenbalken, Mehlschütten noch vorhanden, im EG noch Kamin der Erbauungszeit erhalten, der rechte Teil wohl ursprünglich Wohnteil, enger lokaler und historischer Zusammenhang mit der Burg. Die übrigen Gebäude ohne Denkmalwert.“